# 安行村
安行村（あんぎょうむら）は、埼玉県北足立郡に存在した村。
1956年（昭和31年）4月1日に川口市に編入され、消滅。現在旧村域の大部分は「安行地区」と呼ばれるが、東部の一部は草加市に属している。
東京の近郊に位置することから園芸農業が発達し、安行は植木の産地として知られている。

## 地理
- 埼玉県中央（北足立）地域の南部に位置する。
- 伝右川が村の北東境を北西から南東へ流れる。
- 旧村域の北東側約半分は低地、南西側約半分は大宮台地鳩ヶ谷支台と呼ばれる台地上にある。
- 2011年（平成23年）現在における川口市東部、すなわち大字安行、大字安行領家、大字安行原、大字安行慈林、大字安行藤八、大字安行吉蔵、大字安行北谷、大字安行小山、安行出羽、大字安行西立野と、草加市西部、すなわち原町、北谷、苗塚町、小山、花栗及び松原4丁目が、ほぼ旧村域にあたる。
- 現在、川口においては「安行」という地名はあるが、草加の旧安行村域において「安行」という地名は消滅している。

## 歴史
- 1869年（明治2年）1月28日 (旧暦) - 武蔵知県事・宮原忠治の管轄区域をもって大宮県が発足（県庁は日本橋馬喰町）。
- 1869年（明治2年）9月29日 (旧暦) - 県庁が浦和に移転し、大宮県から浦和県に改称。
- 1871年（明治4年）11月14日 (旧暦) - 浦和県・忍県・岩槻県の3県が合併して埼玉県が誕生。
- 1889年（明治22年）4月1日 - 町村制施行に平行して安行、赤山領領家、原、慈林、北谷、苗塚、小山、花栗、藤八新田、吉蔵新田の8箇村2新田が合併し、成立。
- 1956年（昭和31年）4月1日 - 川口市に編入され、安行村は消滅。これにより、1950年（昭和25年）11月1日以来川口市内で飛び地となっていた新郷地区の飛び地状態が解消される。なお、安行は地理的には鳩ヶ谷との合併も可能であったが、安行は川口との関係を巡って政情が不安定であった鳩ヶ谷よりも、順調に経済が発達した川口との合併を選択した。
- 1957年（昭和32年）5月1日 - 川口市と草加町（現・草加市）との境界変更により、草加町中心部・草加駅に近い旧村域東部の一部（花栗、苗塚の全部と北谷、原、小山の各一部）が草加町に編入される。